# 家族ゲーム
『家族ゲーム』（かぞくゲーム）は、本間洋平作の日本の小説。1981年の第5回すばる文学賞を受賞した。またそれを原作とした映画、およびテレビドラマ。 
1982年、テレビ朝日でこの小説を原作とする2時間ドラマが放送される（主演は鹿賀丈史）。後に松田優作主演の映画、長渕剛主演の連続テレビドラマ（映画、連続テレビドラマともに1983年）で有名となり、2013年には28年ぶりに連続テレビドラマが放送された（主演は櫻井翔）。なお、各テレビドラマ版の詳細については「家族ゲーム (テレビドラマ)」を参照。
多くの問題を抱えた家族が受験に振り回される様子をシュールかつコミカルに描いている。

## 小説

### あらすじ
団地に住む4人家族の沼田家。工場を営む父、専業主婦の母、優等生の長男・慎一、そして家族の悩みの種である落ちこぼれの次男・茂之。ある春の日、茂之にとって6人目の家庭教師・吉本がやってくる。無名の大学に7年も在籍しているお世辞にも優秀な人物とは言えない吉本だったが、これまでの家庭教師とは違い鉄拳制裁を加えてでも茂之を逃がさず徹底的にしごき、怯えながらも茂之は言うことを聞くようになり、成績も上昇していく。
一方で、大学を留年しながらも意に介することのない自由人な吉本の存在は、親の期待に応え優等生を演じてきた兄・慎一の心に曇りを生み出す。万引きをしたり、からかってきた昔の同級生を殴ったり、勉強もサボり気味になり生活が沈んでゆく。ついには両親の態度の変化に耐え切れず、「選手交代」と吐き捨てて学校にも行かなくなってしまう。
やがて茂之が志望校を決めなければいけない時期になる。すでに周囲が目を見張るほど成績が伸びており、兄の通うa高は難しいにしても次によいb高を受けてもいいのではと薦められるが、本人はさらに下のc高を主張して曲げない。b高は茂之のいじめっ子も受験するからだ。しかし結局は母の意向に従ってb高に決めてしまい、それを知った吉本は激怒。同時に、一時的な強制で成績は良くなっても、自分のやり方では人間を変えることは出来ないと思い知る。茂之は合格し、両親から感謝される形で吉本は沼田家を去るが、その口調に以前ほどの迫力が無くなっているのを慎一は見逃さなかった。
再び春がやってきたが、慎一は相変わらず、茂之もやはりいじめっ子に暴行を受けて次第に登校しなくなる。怒鳴り散らす父親に1年浪人してa高に行くと言う茂之だが、慎一は当面の難を逃れるための嘘だと見抜く。しかし父親は納得してしまい、母親は反対するも押し切られ誰も自分の意見を聞いてくれないことに涙を流す。何もかも決めかねている慎一の耳に、母の嗚咽が彼の背中を刺すように押すように聞こえてくる。

### 刊行情報
- 『すばる』（1981年12月号：当選作掲載）
- 『家族ゲーム』（1982年1月、集英社）
- 『家族ゲーム』（1984年3月、集英社文庫) → のち2013年に新装版文庫（解説・高橋源一郎）

## 映画
1983年6月4日公開。監督は森田芳光、主演は松田優作。本作は、松田演じる家庭教師と宮川一朗太演じる受験生・沼田茂之とのやり取りを中心に沼田家を取り巻く騒動を描いている。その騒動に受験戦争やいじめ、“バット殺人”、核家族の問題など1980年代前半の社会状況を反映しつつ、当時気鋭の監督だった森田がシュールにユーモラスにシニカルに描いた作品。
キネマ旬報ベスト・テン第57回（1983年）日本映画ベストワンなどを受賞した。『キネマ旬報』（2019年1月上旬号）誌上で実施された「1980年代日本映画ベストテン」の第1位となった。
作中にある沼田家の「横並びの食卓」のシーンは、本作を象徴する印象的なシーンとして公開当時話題となった。
日本テレビ系列で放送された『水曜ロードショー』では2回放映されていたが、1985年9月25日の放送分で同番組としては最後の放送となり、次週の10月4日から現在も放映されている『金曜ロードショー』としてリニューアルされた。

### あらすじ（映画）
中学3年生の沼田茂之の高校受験を控え、父の孝助・母の千賀子・兄の慎一たちまで、家中がピリピリ。出来のいい兄と違って、茂之は成績も悪く、何人もの家庭教師がすぐに辞めていた「問題児」であった。
そこへ、三流大学の7年生という吉本が家庭教師としてやってくる。孝助は吉本を車の中へ連れて行き「茂之の成績を上げれば特別金を払う」と約束する。暴力的な吉本は勉強ばかりか、喧嘩の仕方まで教え、茂之は成績が徐々に上がり始める。また、茂之は幼馴染みで同級生の土屋にいつもいじめられていたが、殴り方を習っていた甲斐があり、ついに立場が逆転する。
茂之の成績はどんどん上がり、兄と同じAランクの西武高校の合格ラインを超える。ところが、茂之はBランクの神宮高校を志望校として届け出る。両親は怒り、志望校の変更を吉本に依頼する。吉本は学校に駆けつけると、茂之を担任の前に連れて行って強引に変更させる。西武高校に行きたくない理由を慎一に尋ねると「秘密」と言う。茂之が土屋と同じ高校に行きたくない理由は、小学生の頃、授業中に茂之が大便をもらしてしまったことを土屋が知っているからだというのだ。あまりのバカバカしさに吉本と慎一は大笑いする。
結局、土屋は私立高校に行くことになり、茂之は西武高校に見事に合格。吉本の役目は終わり、お祝いをすることになった。その席で、孝助は最近やる気を失くしている慎一の大学受験のために家庭教師になって欲しいと依頼する。しかし、「一流大学の受験生に三流大学の学生が教えられるわけはない」と吉本は断わる。吉本は、茂之の合格祝いの最中であるにもかかわらず勉強の話ばかりする孝助に腹を立て、バラバラの家族が横に並んだ食事中に暴れて大混乱を起こして去って行く。
茂之は高校に入った後、吉本がやって来る前同様、やる気のない生活に戻ってしまう。
母は相変わらず家族のことをよく理解しておらず、部屋でまどろんでいると、突然、外からヘリコプターの音が聞こえてくる。

### キャスト（映画）
吉本 勝（よしもと しょう）
演 - 松田優作
城南大学7年生（作中では「大したことないレベルの大学」と言われている）。ただし、ほとんど大学には行っていない。凄みのある話し方と共にビンタも厭わない厳しい態度で勉強を教える。それでいて飄々とした言動もあり、とらえどころがない性格。ケンカが強く、茂之にケンカのやり方も教えた。特技はコブラツイスト（実際には正しいコブラツイストではない）。癖なのか喉が渇きやすいのかは不明だが、コーヒーやお酒などの種類に関わらず飲み物は一気に飲み干している描写がある。植物図鑑を持ち歩いており、茂之に勉強を教える際に眺めている。
沼田 茂之（ぬまた しげゆき）
演 - 宮川一朗太
高校受験を控えた中学3年生。成績は「クラスで下から数えて9番目ぐらい」とのこと。勉強が苦手だが、本人は「バカだとは思っていない。勉強が嫌いなだけ」と屁理屈を言っている。これまでに何人か家庭教師をつけてもらったが一向に成績が上がらない問題児。テスト中に騒ぎを起こしたり仮病を使ったり、日常的にふざけた言動をしている。自分よりも成績が下のクラスメイトを小馬鹿にするだけで自分は勉強をしていない。クラスメイトの男子をからかったりして、時々暴力を振るわれている。
吉本の前で不真面目な態度を取ったために初めてビンタされた直前、吉本が大きく鼻で息をしたことから、それ以来、吉本が大きく鼻で息を吸う音を聞くたびにビビるようになった。
ジェットコースターの構造に興味があり、部屋にはジェットコースターのスクリューを引き伸ばした写真を貼ったり、手作りのコースターのオブジェにパチンコ玉ぐらいの小さな金属球を転がして遊んでいる。
沼田 孝助（ぬまた こうすけ）
演 - 伊丹十三
茂之の父。成績が振るわない茂之に対し、兄と比べて出来が悪いと本人に聞こえるように大声で言うなど、デリカシーに欠ける。
茂之のクラスでの成績順位が1つ上がるごとに基本給とは別にプラス1万円の歩合で吉本を家庭教師として雇った。子供の教育や躾に関し、仕事を言い訳にして千賀子や吉本に押し付けて愚痴をこぼすだけで、自らは積極的に関わろうとしない。
目玉焼きの食べ方にこだわりがあり、半熟の黄身を音が出るほど強く吸って食べるのが大好き（ある日、たまたま固焼きになって吸えなかった時には千賀子に文句を言っている）。また、劇中では「風呂に入りながら豆乳を飲む」という描写もあり、こちらもこだわりがある模様。
大事な話をする時には「気兼ねなく話せるから」という理由で相手をわざわざ家の外にある自分の車に連れて行って会話する。
沼田 千賀子（ぬまた ちかこ）
演 - 由紀さおり
茂之の母。子どもたちに愛情を持っていて、少々手荒な指導をする吉本のやり方に気が気でない。
茂之には勉強を頑張って欲しいと思っているが、ほんわかした性格のため、キツく叱れずにいる。若くして子どもを産んだことに関して「手がかかる子どものために自分の時間が犠牲になっている」と嘆いている。
孝助とは長年暮らしてきたが、目玉焼きを吸って食べるこだわりに気が付いていなかった。茂之がクラスメイトから暴力を受けて帰って来てもあっさり受け流しており、慎一のことは出来の良い兄として疑わない。
趣味はレザークラフトらしく、手の空いた時間にテーブルに材料を並べて木槌で叩いている。
食事はおかずを一度ご飯の上に乗せてから食べる癖がある。
沼田 慎一（ぬまた しんいち）
演 - 辻田順一
茂之の兄（作中では神宮高校に比べて偏差値が高いとされる西武高校に入学した）。
弟と比べて出来がよく、ふざけた行動もほとんどないが、高校生になってからは徐々に勉強に身が入らなくなっている。
タロット占いにハマっており、黙々と一人で楽しんでいる。
同級生の山下美栄子に好意を寄せているが、異性としてあまり関心は持たれていなかった。

#### 茂之の学校関係者
茂之のクラス担任・大野
演 - 加藤善博
常にぶっきらぼうな口調で話し、不機嫌そうな態度を取っている。教科は体育。受験も近いのに志望校をなかなか決めない茂之一家にはイラついている。
茂之の国語教師
演 - 伊藤克信
採点後のテストはクラスの点数の低い者順で返し、かつ点数が悪い男子生徒には教室から外に答案用紙を投げて校庭まで取りに行かせる（ただし悪意があるわけではなく、生徒らも言動をパフォーマンスとして楽しんでいる）。
茂之の英語教師
演 - 松金よね子
茂之以外にも不真面目な生徒や寝てしまう生徒がいるため、授業中は常に生徒を叱責している。
土屋 裕（つちや ゆう）
演 - 土井浩一郎
茂之のクラスメイト。茂之の成績が上がってきたことが気に入らず、しばしばいじめを行う（その際は番長など複数の仲間と一緒だが、本人によると「あいつらは勝手に俺に応援しているだけだよ」と言っている）。茂之とは小学校からの馴染み。
田上 由利子（たがみ ゆりこ）
演 - 前川麻子
茂之のクラスメイト。時々茂之にいじめに合わないための助言をする。
樹村とは仲が良さそうに装っているが、実は彼女のことは嫌っている。
樹村 雅美（きむら まさみ）
演 - 渡辺知美
茂之のクラスメイト。茂之からは「美人」と評されている。
田上とは仲が良さそうに見えるが、田上からは嫌われている。
浜本 道子（はまもと みちこ）
演 - 松野真由子
茂之のクラスメイト。茂之に言わせると「笑っちゃうぐらいブス」であり、成績もクラスでビリだという。
菊地 保子（きくち やすこ）
演 - 中森いづみ
茂之のクラスの生徒。クラスメイトの土屋と相思相愛らしく、ある日、たまたま2人が日直になった時に喜び合っているシーンがある。

#### 慎一の関係者
芝田 友幸（しばた ともゆき）
演 - 小川隆宏
慎一のクラスメイト。
山下 美栄子（やました みえこ）
演 - 佐藤真弓
慎一のクラスメイト。それなりに裕福な家庭の娘。部屋はぬいぐるみやかわいい小物で溢れている。明るい性格でおしゃべり好き。家が大きいのかマンション暮らしかは不明だが、両親が過ごしているリビングを通った後に室内エレベーターで登った所に自分の部屋がある。
美栄子の姉
演 - 岡本かおり
自宅の1階にある親が経営する化粧品店で働いている。訪ねてきた慎一に美栄子を内線電話で取り次ぐ。
美栄子の母
演 - 白川和子
テレビ好きらしく、何度かリビングのシーンがあるが、食事の時もいつもテレビをつけて観ている。
美栄子の父
演 - 佐々木志郎
化粧品店を経営。ただし普段は店での販売は佳織に任せ、妻とテレビを観ている。
慎一の担任・英語教師
演 - 鶴田忍

#### その他
近所の奥さん
演 - 戸川純
沼田家と同じマンションの住人。引っ越してきてから初めて挨拶してくれた住人が千賀子だったため、千賀子を相談相手として部屋を訪ねてきた。
ちょっと変わり者で、勝手に沼田家に相談に来たのに「自分の家のことだけじゃなくて他人の家のことも心配してください!」などと突然泣き出す。自己中心的な発言で千賀子を困惑させた。
クボタ書店の店員
演 - 金子修介
茂之が吉本の勉強を教わるのを嫌がって時間を潰すために立ち寄った本屋。店内で立ち読みしていた茂之が吉本に見つかり、本を持ったまま店の外に出たため吉本に代金を要求する。
三井 順（みつい じゅん）
演 - 植村拓也
若い先生
演 - 清水健太郎
吉本の恋人
演 - 阿木燿子
吉本にペディキュアを塗らせたり、リンゴを食べさせながらキスするなど、仲が良い。

### スタッフ（映画）
- 監督・脚本：森田芳光
- 原作：本間洋平
- 撮影：前田米造
- 美術：中澤克巳
- 照明：矢部一男
- 編集：川島章正
- 録音：小野寺修
- スクリプター：森永恭子
- 助監督：金子修介、酒井直人、明石知幸
- 音響効果：斉藤昌利
- 装飾：山崎輝
- 制作補 ：桜井潤一
- 製作：佐々木志郎、岡田裕、佐々木史朗
- 企画：多賀祥介、山田耕大

### 製作

#### 様々な演出の意図
本作の特徴の一つとして、主題歌や劇伴などの音楽が一切入らない点である。音楽がない分、代わりに食べるときの音など、効果音が強調され、効果的な演出となっている。助監督の金子修介によると、音楽を使わない理由に、音楽にかかる費用を節約したいとの考えもあった。このため作中のレコードを聴く場面すら、音楽は登場人物にしか聞こえない趣向になっている。また、エンドロールも音楽の代わりに作中の様々なシーンのセリフや効果音を繋ぎ合わせたものが流れる。ただし、金子が作成した予告編では当時日活がフランスとイタリアから買い取った著作権の問題が起きない音楽が使われており、水曜ロードショーでのテレビ放送の予告の際にも、使用された。
金子によると、本作は空間の移動に様々な工夫がされており、基本的に扉の開閉に意味を持たないシーンでは極力扉を映さない演出が取られている。他にも茂之の兄・沼田慎一が同級生・美栄子の家に遊びに行くシーンで茶の間を通ってからエレベーターを使って彼女の部屋に行っているのも、移動の演出によるもの。
冒頭の茂之の父・沼田孝助が目玉焼きの半熟の黄身を吸って食べるシーンは、伊丹十三自身の『女たちよ！』所収のエッセイ「目玉焼きの正しい食べ方」のパロディである。これに対して終盤では、目玉焼きを固く焼いた妻・千賀子が孝助から文句を言われるシーンがある。このシーンは、「長年連れ添っているのに妻は、夫が黄身を吸って食べることが好きなことに気づいていない」ということを表している。このやり取りは一見するとユーモラスだが、父親の権威の危うさを皮肉った場面でもある。
本作の登場人物の会話が基本的にボソボソと小さいのは、個々人で話を完結しているだけでコミュニケーションがいまいち成り立っていないことを表している。
茂之の学校のシーンでは校庭を上から撮った映像が使われているが、このシーンでは都会感を出すため、当時都内に2つしかなかった人工芝の校庭がある学校で撮影された。

#### 横並びの食卓
まるでレオナルド・ダ・ヴィンチの『最後の晩餐』のように家族が横一列にならぶ異様な食事シーンは、観る者に強い印象を与えた。カウンターのような横長の食卓で沼田家(時に吉本も同席する)が並んで食事するシーンは、物語の前半、中盤、クライマックスで描かれている。
この沼田家が長テーブルに横並びで食事をしているのは、個人主義的なバラバラな家族を表現している。当初森田は“家族がそれぞれカメラ側を見ている”という画角にしたが、一般的な食卓を使ってそれをやると「『寺内貫太郎一家』のような構図になってしまう」と考えた。このため食事シーンでは5人がそれぞれまっすぐ正面を向くよう、特注の横長のテーブルを用いて1つの画角で撮影が行われた。
金子によるとこの横並びのアングルは、本作の前に森田と一緒に制作した日活ロマンポルノ作品『ピンクカット太く愛して深く愛して』での撮影をヒントにした(ただし理由は異なる)。ただし、黒澤明の『赤ひげ』（1965年）に同様の構図の食事シーンがある。

#### クライマックスの食事シーン
クライマックス(物語の後半)の茂之の高校合格祝いの食事シーンでは、吉本も加わり5人で長テーブルで食事をする。この食事シーンでは、次第に吉本、孝助、慎一、茂之の4人がゴタゴタし始め、最終的にカオス状態となる。この吉本が食事中に暴れ出すシーンは、家族と食事を考える大きなテーマとなっている
宮川と兄・慎一役の辻田順一には、森田から事前に以下の指示を受けてから本番に臨んだ。「このシーンの終盤のある瞬間になったら一旦黙って。その場がシーンとなるから、そこの間だけは作ってくれ。それまでは何があっても兄弟喧嘩を止めるな。セリフは間違えてもいいからとにかく芝居を続けてほしい」。
役柄的にあまり問題意識を感じない設定だった由紀は、他の4人の言動が乱れていく中、一人だけ大してリアクションをしないよう意識し、シーンの終盤までセリフを言う以外はマイペースに食べ続ける演技に努めた。
この食事シーンは7分以上の長回しのため、本番当日に1日がかりで何度も稽古をして決まった段取りで撮影され、本番は一発OKだった。本作公開以降、このシーンは「1980年代の日本映画の名シーンの一つ」とも言われるようになった。

### 作品の評価
森田監督は本作の出来栄えに強い自信を持っており、完成後の制作発表会見で「私は天才です」、「この映画でキネマ旬報社のベスト1を取ります」ときっぱりと言い放った。また、松田優作も試写を見終えた直後、森田に「お前は天才だ！俺たちはすごいものを作った！」と褒め称えたという。
会見時の森田の言葉通り、実際にその年の「第57回キネマ旬報ベスト・テン」の日本映画部門で第1位に選ばれた。他にも作品と共に様々な賞を受賞(詳しくは後述)した森田と松田は、ニューヨークに招待されて喝采を浴びるなど海外でも評価された。
西河克己は1985年の『キネマ旬報』のインタビューで「企業外からは出てこない、自己流でやってたからやれた映画ですね。今までなかった新しさを感じます。ただ一つの体系を確立しているわけじゃないから、フロックで出てきたものと思う。それから芽が出て何かになっていくかどうかはまだまだ疑問がある。それに比べて僕は『竜二』の方がちゃんとしていると思いますよ。これはフロックじゃないですね。どっか映画の本筋みたいなものがあるんですよ。だから『竜二』は僕らも真似できるところがある。でも『家族ゲーム』は真似しにくいですね。そう意味では映像の面白さを拡大したといえるかもしれないです」などと評している。
沼田家の部屋の外からヘリコプターの音が聞こえる不穏なラストシーンについて、森田は「たとえ大事件が起きてもあの家族は寝ているんだ」というシニカルな意味を込めた。ただしこのラストは、ノンフィクション作家・立花隆が「ベトナム戦争の暗喩ではないか」と評するなど、他にも見る者によって様々な解釈を生んだ。

### エピソード

#### 宮川一朗太に関して
当時16歳の宮川一朗太は、所属していた劇団からある日突然「オーディションの書類審査が通ったから」と言われ、本作の面接に行くことになった。それまで劇団の勧めで色々とオーディションを受けてはいたが10回以上不合格が続いていたため、本作の面接時はやる気なくそっぽを向いて質問に答えるなどした。しかしこの生意気な受け答えが、森田たちに「主人公・沼田茂之のふてぶてしい感じにピッタリ」と気に入られ、見事同役に選ばれた。
ちなみに宮川が合格した時点では吉本役はまだ決まっておらず、後日スポーツ新聞で同役が松田優作に決まったと知り、宮川はかなり驚いたという。松田との共演が分かった途端、学校のクラスメイトたちから「宮川がすげえ仕事やるみたいだぞ」と一気に注目されるようになった。
宮川は、本作の台本をもらった後森田の前で演技をしたが上手くできず、彼から「こうやってやるんだよ」と見本を見せられた。それは“ずっとボソボソ喋ったり猫背で歩く”という茂之の動作で、見よう見まねで覚えてから本番に臨んだ。
宮川の最初の撮影は、吉本から勉強を教わる茂之の部屋のシーンだった。この撮影は宮川の芸能生活における初日ということに加え、存在感ある人気俳優の松田優作との初共演の日だったため、かなり緊張したという。初日の撮影終わりに森田と途中まで一緒に帰る道すがら、「お前は本番に強いな」と褒められた。
ただし本作の撮影が全部終わった時、森田から「実は初日の本番直前まで茂之役を変えようかと思っていたんだよ。それぐらい最初の芝居がどうにもならなかったから」と打ち明けられたとのこと。本人は後年、「本作は僕にとって大切な代表作となり、優作さんとの思い出をくれた作品でもあります」と語っている。

#### 松田優作に関して
本作制作前、映画・ドラマ業界では“撮影時に松田が機嫌を損ねると助監督や共演者に当たる”という噂があったため、金子や宮川は不安になった。しかし松田は監督の森田のことをすごく買っており、一緒に仕事ができることが楽しかったため、本作の撮影現場では機嫌が良かったという。
松田の衣装合わせの際外出シーンのコートを着たが、どこか凄みのある佇まいから殺し屋に見えたため、「何か小道具を持たせてみては？」という話になった。そこで本人が「これなんかいいんじゃない？」と現場で見つけたのが、ひまわりが表紙の植物図鑑である
作中で吉本は、沼田家が住む地域近くまで船に乗ってやって来る。電車などではなく船でやって来ることを不思議に思った宮川が理由を尋ねると、森田から以下のような答えが返ってきた。「あれ(吉本)はゴジラなんだ。海の向こうからやって来て沼田家を破壊しつくす」。
作中では、松田と宮川がお互いに相手の顔をひっぱたくシーンがある。宮川によると、松田は叩き方のコツを知ってたらしく「本番で大きな手で包み込むように打たれ、音は大きいのに痛くなかった」という。反対に宮川が松田の顔をひっぱたくシーンでは、本番前に「本気でひっぱたいてこい」と言われた。宮川は叩き方のコツを知らず、突っ張った手の形で本気で叩いた所、本番終了直後に「お前、痛かったぞ」と言われてしまったという。また、このビンタシーンと、松田が宮川の頬にふざけてキスするシーンは、公開当時ちょっとした話題となった。
由紀さおりは、松田との初めての顔合わせの時に「この映画は5センチ浮いた芝居をしましょう」と言われたという。また松田の印象について、「悪い意味じゃなくものすごい威圧感を持った人でとにかくパワフルで、それでいてすごくお優しい方でした」と回想している。

#### 伊丹十三、由紀さおりに関して
撮影期間中、伊丹は森田に作中の目玉焼きの食べ方など様々なシーンで自身の演技について色々と尋ねた。伊丹は既に20年以上俳優として活動していたため、金子と森田は「どうして今さら演技について色々と尋ねるのだろう？」と不思議がったという。しかし翌年伊丹が『お葬式』で監督デビューしたことで、2人は伊丹が本作を映画製作の準備と捉えて改めて演技や演出などを細かく観察していたことに気づいた。
由紀によると、撮影現場では時々松田と伊丹たちと昼食を摂っていたが、映画好きだった松田と伊丹はいつも食べるのを忘れるくらい、夢中でいろんな映画の話をしていた。また伊丹は、本作の空き時間に時々スクーターで映画館に行き、他の映画を色々と観ていた。
由紀が本作の出演依頼を受けた直後、初対面した森田から以下のように告げられた。「僕は『8時だョ!全員集合』の由紀さんが大好きだから、(コント時のような)あの感じでお願いしたい。撮影現場に遊びに来る感じで、(セリフ以外に役作りは)何もやらなくていいです」。
金子によると、撮影期間中主な出演者の中では由紀が一番多忙だったため、撮影スケジュールは由紀に合わせて組まれた。

#### その他エピソード
本間洋平の原作ではニュータウンを舞台にしているが、本作の沼田家は東京・中央区月島に現存(2022年10月時点)する「都営勝どき六丁目アパート」の中になっている。
金子によると、森田は当初吉本役にサザンオールスターズの桑田佳祐の起用を考えていた。しかし桑田は思いの外音楽活動が忙しくてスケジュールが合わず、後日松田に白羽の矢が立った。
宮川はオーディションの前に本作が“にっかつ”制作と聞き、“日活と言えばロマンポルノ”というイメージがすぐに浮かんだ。このため「ついに事務所(当時)は高校生で不合格続きの僕をポルノ映画に売り飛ばすつもりなのか」とショックを受けた。また本人は本作について、「失礼なことに『よく分かんないつまんなそうな映画だな』とさえ思っていた」という。
本作の撮影スタジオの隣の現場では萩原健一の主演映画『もどり川』を撮影しており、松田は合間にその現場を見学していた。ある日の撮影中、森田が松田に「芝居がショーケンっぽいよ」と指摘したため、金子たちは「他の役者さんの名前を出して演技を指摘したら、優作さんが怒るかも」とピリついた。しかし、松田は「すまん、さっき隣でショーケンの芝居を見たもんだから」と素直に謝り、金子たちの心配は杞憂に終わった。
伊藤克信扮する教師が、点数の低い生徒の答案用紙を教室の窓から下の校庭に投げ落とす演出は、森田がとある子役から聞いた話が元ネタ。
宮川によると、当初台本には茂之の学校教師役の清水健太郎と松田の喧嘩のシーンがあったが、撮影直前にボツになった(理由は不明)。このこともあり、清水は職員室のシーンで登場しているが端役程度の出演に留まっている。
本作がテレビ放映されるにあたり、事前に局側から放送時間に収めるためカットを求められたことがある。この話に怒った森田は、編集で一番の見せ場であるクライマックスの食事シーンを丸々カットした上で放映を許可した。

### 映画賞受賞
- 第7回日本アカデミー賞
  - 優秀作品賞
  - 優秀監督賞：森田芳光
  - 優秀主演男優賞：松田優作
  - 優秀助演男優賞：伊丹十三（『居酒屋兆治』『細雪』『迷走地図』と併せて）
  - 優秀助演女優賞：由紀さおり
  - 新人俳優賞：宮川一朗太
  - 優秀録音賞：小野寺修（『みゆき』と併せて）
- 第26回ブルーリボン賞
  - 監督賞：森田芳光
- 第57回キネマ旬報ベスト・テン
  - 日本映画部門：第1位
  - 読者選出日本映画ベスト・テン：第2位
  - 日本映画監督賞：森田芳光
  - 脚本賞：森田芳光
  - 主演男優賞：松田優作
  - 助演男優賞：伊丹十三（『細雪』と併せて）

- 第38回毎日映画コンクール
  - 日本映画優秀賞
  - 女優助演賞：由紀さおり
- 第8回報知映画賞
  - 作品賞
  - 主演男優賞：松田優作（『探偵物語』と併せて）
  - 助演男優賞：伊丹十三（『細雪』『居酒屋兆治』『迷走地図』『草迷宮』と併せて）
- 第5回ヨコハマ映画祭
  - 作品賞
  - 監督賞：森田芳光
  - 主演男優賞：松田優作
  - 助演男優賞：伊丹十三（『細雪』と併せて）
  - 脚本賞：森田芳光
  - 撮影賞：前田米造
  - ベスト10：第1位
- 第24回日本映画監督協会新人賞：森田芳光

### 関連商品（映画）

#### 映像ソフト（映画）
レーザーディスク
- 家族ゲーム（1985年6月21日、東宝 TLL-2003）

VHS
- 家族ゲーム（1996年12月21日、製造・販売：東和ビデオ/発売：パイオニアLDC PIVS-7112）

DVD
- 家族ゲーム（2001年08月24日、パイオニアLDC PIBD-1046）
- 家族ゲーム ≪HDニューマスター版≫（2014年10月15日、キングレコード KIBF-1306）
- 家族ゲーム ≪HDニューマスター版≫（2019年02月13日、キングレコード KIBF-4534）

Blu-ray Disc
- 家族ゲーム ≪HDニューマスター版≫（2014年10月15日、キングレコード KIXF-222）
- 家族ゲーム ≪HDニューマスター版≫（2019年02月13日、キングレコード KIXF-4280）

#### 書籍
- 森田芳光脚本「シナリオ家族ゲーム」（1984年3月、角川文庫）

## テレビドラマ

### 2時間ドラマ（テレビ朝日）
1982年、11月8日『月曜ワイド劇場』で放送。続編の『家族ゲームII』は1984年3月12日放送。主演は鹿賀丈史。

### 連続テレビドラマ（TBS）
1983年8月26日 - 9月30日、TBSテレビにて『家族ゲーム』が20:00 - 20:54（JST）に放送された。全6回。主演は長渕剛。この作品の評判から、翌年の4月20日 - 7月13日（全11回）TBSテレビの同枠にて続編が放送された。

### 連続テレビドラマ（フジテレビ）
2013年4月17日から6月19日までフジテレビの毎週水曜日22:00 - 22:54（JST）枠で放送された。主演は櫻井翔。平均視聴率は13%で、最終回には16.7%を獲得した（家族ゲーム (テレビドラマ)#エピソードリストも参照）。